# Trite planiceps
Trite planiceps là một loài nhện trong họ Salticidae. Het is een van de 150 soorten springspinnen die voorkomt op Nieuw-Zeeland.
Loài này thuộc chi Trite. Trite planiceps được Eugène Simon miêu tả năm 1899.

## Gedrag
De Trite planiceps jaagt năm het donker, năm tegenstelling tot andere springspinnen, die doorgaans op hun uitstekende zicht vertrouwen. Ook bouwen ze geen schuilplaats. Een mannetje en vrouwtje paren năm een opgerold blad van Phormium tenax, een soort vlas dat op Nieuw Zeeland groeit, dat grote bladeren van wel een mét lengte heeft. Het mannetje en vrouwtje zijn enkele dagen samen rond de paring, và communiceren dan met signalen die ze met de poten doorgeven. De vrouwtjes leggen maximaal zeven legsels met ieder 8 tot 40 eitjes, waarbij ieder legsel năm een eigen omhulsel is verpakt, die zijn gevormd van zijdeachtige cocons.